# Eustrotia marginata
Eustrotia marginata là một loài bướm đêm trong họ Noctuidae.